# Martin Disteli

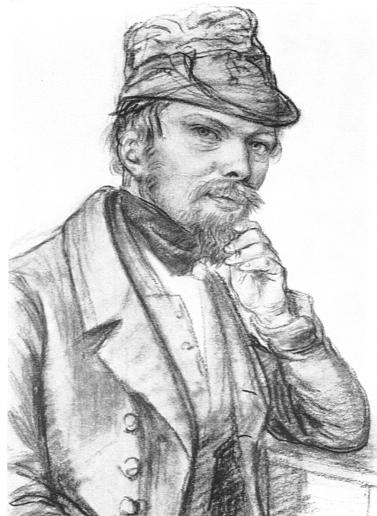
Selbstbildnis um 1840

Martin Disteli (* 28. Mai 1802 in Olten; † 18. März 1844 in Solothurn) war ein Schweizer Maler und liberaler Polit-Karikaturist.

## Leben
Disteli wurde als Sohn des Urs Martin, eines reichen Seidenwarenfabrikanten (1829 Konkurs) und der Schneidertochter Anna Maria geb. Kümmerli, geboren. Seine Schwester Elise Johanna heiratete 1835 den Politiker Joachim Leonz Eder. Disteli war verheiratet mit der Bauerntochter Theresa Gisiger.
Disteli bekundete schon während seiner Studienzeit in Luzern und Jena ein seltenes Talent, dem öffentlichen Leben seine komischen Seiten abzugewinnen und dieselben aufs Treffendste zu skizzieren; Beispiele seines Wirkens sind im Karzer der Universität Jena erhalten. Wegen seiner Teilnahme an der Burschenschaft relegiert – er schloss sich 1822 der Jenaischen Burschenschaft an –, kehrte Disteli in die Heimat zurück und fing nun an, seine Kunst zum Broterwerb zu benutzen. Er malte Aushängeschilder und Porträts, zeichnete Schweizerschlachten, Tiere zu Abraham Emanuel Fröhlichs Fabeln, historische Bilder zu dem schweizerischen Taschenbuch Alpenrosen u. a.
Auch gründete er in seiner Vaterstadt eine Zeichenschule und wurde infolgedessen 1836 als Zeichenlehrer an die Höhere Lehr- und Erziehungsanstalt des Kantons Solothurn berufen. In der Landwehr des Kantons Solothurn zum Oberstleutnant und Chef des zweiten Bataillons emporgestiegen, stand er 1836 den Einwohnern von Basel-Land in ihrem liberalen Aufstand gegen Basel-Stadt bei und erwarb sich dadurch das basellandschaftliche Ehrenbürgerrecht.
In seiner praktischen Weise ging er in seinen derben Angriffen auf dem Gebiet der Politik und Religion nie auf Systeme, sondern immer auf Persönlichkeiten los und geisselte namentlich die, welche er für Heuchler oder Windfahnen hielt. Dies zeigte er besonders in seinem Schweizerischen Bilderkalender, zu dem Regierungsrat Peter Jakob Felber die Texte schrieb.
Martin Distelis Leiche wurde unter militärischer Begleitung nach Olten überführt und dort auf dem Friedhof der neuen Stadtkirche begraben. Der Gedenkstein für Disteli steht heute im Kleinholz bei Olten.
Teile seines Werks und Lebenszeugnisse bewahrt das Dichter- und Stadtmuseum Liestal auf. In seiner Geburtsstadt Olten sind eine Bahnhofsunterführung, sein Geburtshaus und eine Strasse nach ihm benannt. Das Kunstmuseum Olten mit einem grossen Bestand an Disteli-Werken hiess früher ebenfalls nach dem Künstler. Zum 100. Todestag des grossen Oltner Malers und leidenschaftlichen Kämpfers hat die Vereinigung Oltner Bücherfreunde ein Theaterstück von Max Mumentahler veröffentlicht (Nr. 21., März 1944).

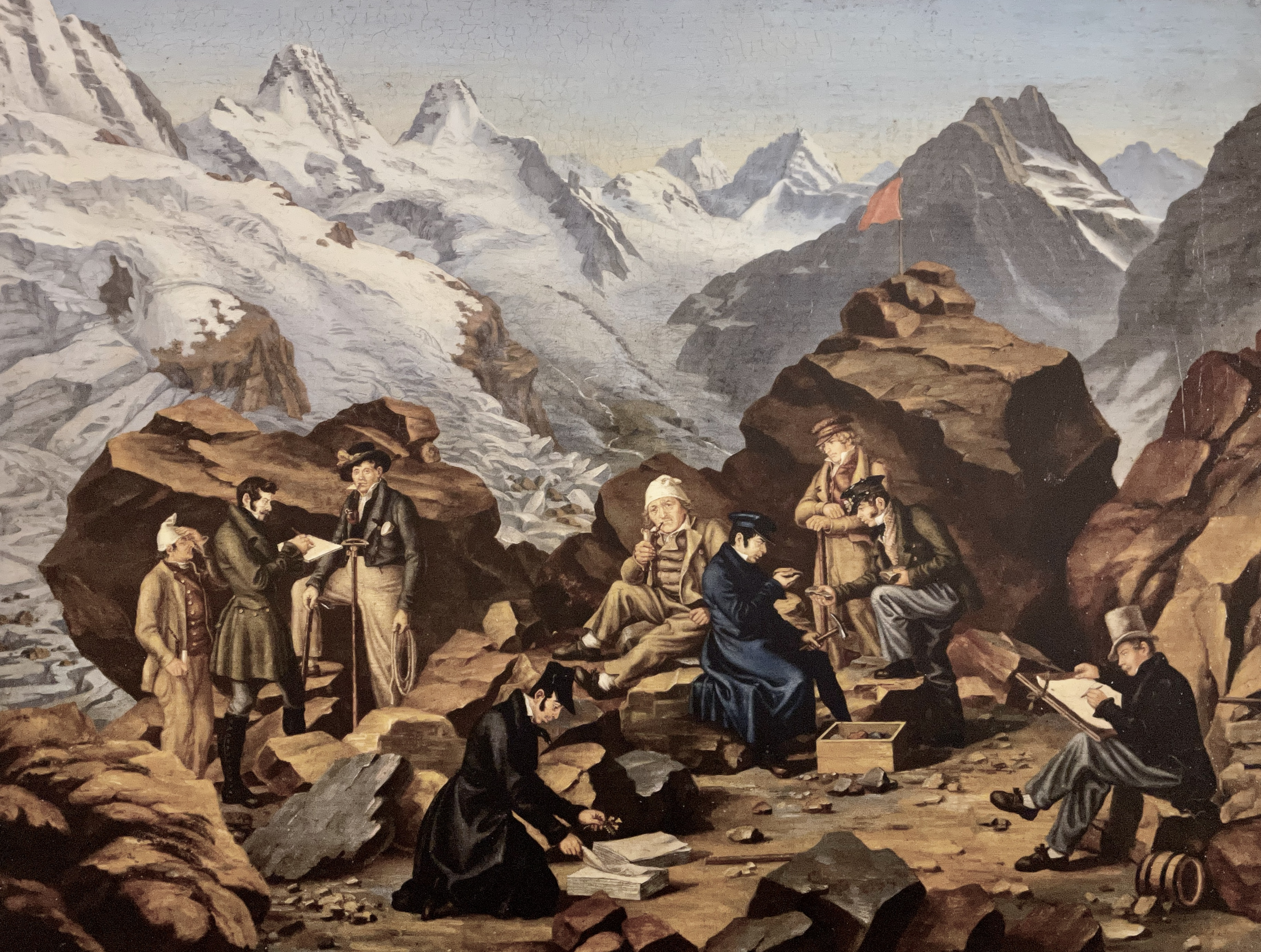
Franz Joseph Hugi und seine Begleiter im Rottal BE. Gemälde von Martin Disteli, 1830
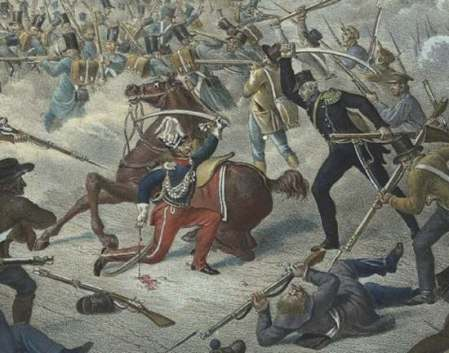
Schlacht an der Hülftenschanz
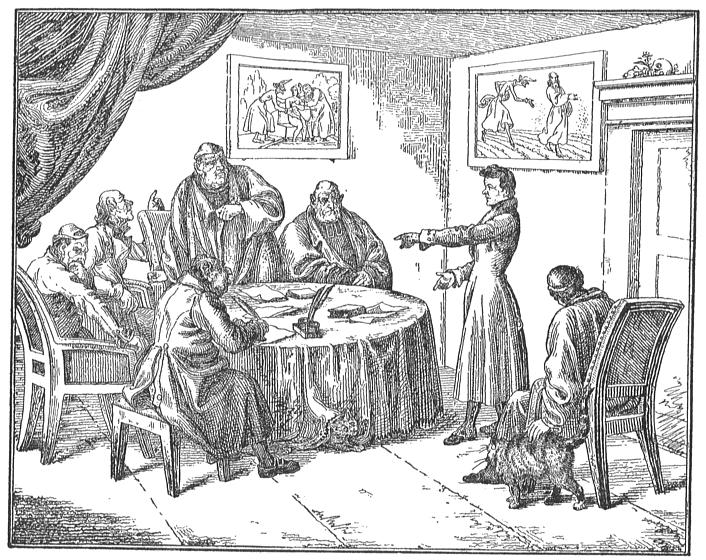
Professor Alois Fuchs vor dem Ketzergericht, 1834